# 渠犂
渠犁国，亦称渠梨、渠黎，西域古国。在今新疆库尔勒市以南，有城都尉一人，一百三十户，一千四百八十口，胜兵一百五十人。东北与尉犁、东南与且末、南与精绝相接。西有孔雀河，至龟兹五百八十里。汉武帝初通西域、置校尉，在渠犁屯田。后来和轮台的屯田相连。

## 外部連結
[在维基数据编辑]
 《欽定古今圖書集成·方輿彙編·邊裔典·渠犁部》，出自陈梦雷《古今圖書集成》